# Spizellomyces punctatus
Spizellomyces punctatus är en svampart som först beskrevs av W.J. Koch, och fick sitt nu gällande namn av D.J.S. Barr 1980. Spizellomyces punctatus ingår i släktet Spizellomyces och familjen Spizellomycetaceae.   Inga underarter finns listade i Catalogue of Life.